# Maiøyna
Maiøyna est une île dans le landskap Sunnhordland du comté de Vestland. Elle appartient administrativement à Øygarden.

## Géographie
Rocheuse et couverte d'une légère végétation, elle s'étend sur environ 545 m de longueur pour une largeur approximative de 512 m. Elle comporte deux grands lacs.